# 柔花眼子菜
柔花眼子菜（学名：Potamogeton leptanthus）为眼子菜科眼子菜属下的一个种。

## 扩展阅读
- 維基物種上的相關：柔花眼子菜